# Папышев, Григорий Иванович
Григорий Иванович Папышев (24 января 1918, Усолье — 30 мая 1962, пос. Бердяуш, Челябинская область) — командир расчета 76-миллиметровой пушки 170-го гвардейского стрелкового полка, гвардии сержант.

## Биография
Родился 24 января 1918 года в городе Усолье (ныне — Пермского края). Жил в городе Владивосток, окончил ФЗУ, работал слесарем.
В Красной Армии с сентября 1938 года. Службу проходил на Дальнем Востоке. В боях Великой Отечественной войны с ноября 1941 года. Боевой путь начал на Северо-Западном фронте, был ранен. После госпиталя направлен в 170-й гвардейский стрелковый полк 57-й гвардейской стрелковой дивизии. В составе этой части прошел до победы, воевал на Юго-Западном, 3-м Украинском и 1-м Белорусском фронтах. Член ВКП/КПСС с 1944 года.
Участвовал в форсировании реки Днепр, был ранен, награждён медалью «За отвагу». После выздоровления вернулся в свой полк. К весне 1944 года гвардии сержант Папышев командовал расчетом 76-мм орудия.
В составе 5-й ударной армии 10-15 мая 1944 года в боях на Заднестровском плацдарме южнее поселка Григориополь расчет гвардии сержанта Папышева поддерживал огнём 1-й стрелковый батальон. При отражении ожесточенных контратак противника артиллеристы подавили минометную батарею, уничтожили 7 огневых точек с прислугой и сразили до 25 солдат.
Приказом командира 57-й гвардейской стрелковой дивизии от 20 мая 1944 года гвардии сержант Папышев Григорий Иванович награждён орденом Славы 3-й степени.
В июне 1944 года дивизию передали в состав 8-й гвардейской армии, она была выведена в резерв и переброшена на 1-й Белорусский фронт. С июля 1944 по февраль 1945 годов дивизия вела бои на Ковельском направлении, форсировала Вислу и Одер.
6 февраля 1945 года расчет гвардии сержанта Папышева в бою юго-западнее города Кюстрин прямой наводкой вывел из строя несколько пулеметов противника, истребил свыше 10 солдат, чем способствовал продвижению пехоты.
Приказом по войскам 8-й гвардейской армии от 4 марта 1945 года гвардии сержант Папышев Григорий Иванович награждён орденом Славы 2-й степени.
В наступательных боях от реки Одер до реки Шпрее и в уличных боях в Берлине гвардии сержант Папышев со своим расчетом постоянно находился в боевых порядках пехоты. 27 апреля на улицах Берлина огнём из орудия ликвидировал 4 пулемета, свыше отделения противников. В этом бою, будучи раненым, не оставил своё орудие до выполнения боевой задачи.
Известие о Победе встретил в госпитале. В 1945 году был демобилизован.
Указом Президиума Верховного Совета СССР от 15 мая 1946 года за образцовое выполнение заданий командования в боях с захватчиками на завершающем этапе Великой Отечественной войны гвардии сержант Папышев Григорий Иванович награждён орденом Славы 1-й степени. Стал полным кавалером ордена Славы.
Жил в поселке Бердяуш Саткинского района Челябинской области. Работал кочегаром парового котла в 3-м энергоучастке на станции Бердяуш. Скончался 30 мая 1962 года.
Награждён орденами Отечественной войны 2-й степени, Славы 3-х степеней, медалями, в том числе «За отвагу».